# Euplexaura divergens
Euplexaura divergens is een zachte koraalsoort uit de familie Plexauridae. De koraalsoort komt uit het geslacht Euplexaura. Euplexaura divergens werd in 1878 voor het eerst wetenschappelijk beschreven door Studer. 